# I. Douce provence-i grófnő
I. Douce provence-i grófnő (1087. és 1090. között – 1127.) nevéhez fűződik a katalán nyelv és kultúra elterjesztése Provence-ban.

## Élete
I. (Gévaduan) Gilbert milhaud-i, gard-i, arles-i és corbat-i gróf és Provence-i Gerberga grófnő lányaként született, valamikor 1087 és 1090 között. Apját már 1108-ban elvesztette, 1112-ben pedig megörökölte édesanyja birtokait is, és még abban az évben, február 3-án nőül ment III. (Berenguer) Ramón barcelonai grófhoz Arles városában, akinek öt gyereket szült:
Almodist, Barcelonai Berengáriát, IV. Rajmund Berengár barcelonai grófot, Berengár Ramónt és Bernátot.
A grófné 1113-ban férje jogán hivatalosan is elnyerte Gévaudan grófnéja és Millau vikomtnéja címét. Nevéhez fűződik a katalán nyelv és kultúra elterjesztése Provence-ban, amely segítette a Pireneusok  két oldalán fekvő francia és spanyol területek nemzeti értékeinek egyesülését. Dulce és férje leszármazottai uralták Provence tartományt egészen 1267-ig, Provence-i Beatrix grófnő haláláig.

## Gyermekek
- Raymond-Berenguer IV (1113 † 1162), Barcelona grófja
- Raymond Berenguer (1114-1144), Provence és Gévaudan grófja.
- Berengaria (1116-1149), VII. Alfonz kasztíliai és león király felesége.
- Bernard (csecsemőkorában halt meg)
- Etiennette (1118 -?) – Santuly III de Bigor (1128) és Raymond II Arnaud, Dax vikomt (1130) felesége
- Mafalda, Jasper de Castelnaud vicomte († 1151) és Guillaume, Castelvel seigneur († 1166) felesége.
- Almodis, 1148-tól Ponce de Cervera, de Ba vikomt felesége.[1]